# Ormfiskartade fiskar
Ormfiskartade fiskar (Ophidiiformes) är en ordning i klassen strålfeniga fiskar. Ordningen utgör systergruppen till de torskartade fiskarna (Gadiformes). De äldsta kända fossilen av ordningen finns från Miocen.

## Utseende
De minsta arterna hittas i släktet Microbrotula med en längd av cirka 3,8 cm och de största arterna tillhör släktet Genypterus med en längd upp till 200 cm. Som namnet antyder är ormfiskartade fiskar ofta långsträckta. Flera arter har en eller två längsgående mörka strimmor samt flera tvärstreck och några arter är enfärgade eller färglös. Hos dessa fiskar förekommer en liten stjärtfena som ibland är en enda pinne. Den bildar ingen gaffel och ibland når ryggfenan eller analfenan fram till stjärtfenan och de kan tolkas som en enda fena.

## Utbredning
Ormfiskartade fiskar lever i nästan alla havsområden med undantag av Arktiska oceanens centrum och havet närmast Antarktis. De flesta medlemmarna hittas däremot i tropiska och subtropiska områden. Några medlemmar av släktena Lucifuga och Ogilbia förekommer i sötvatten i grottor eller i doliner.

## Ekologi
Några arter lever i sjögurkor, musslor och andra ryggradslösa havsdjur. De flesta arter gömmer sig däremot i håligheter på havets botten, i bergssprickor eller i koraller. Ofta simmar de baklänges för att gömma sig.
Flera ormfiskartade fiskar kan med hjälp av simblåsan, de främre ryggkotorna och omkringliggande muskler framkalla ljud som troligen används under fortplantningen.
Födan utgörs av olika mindre havslevande djur. Några arter som vistas nästan hela livet i ryggradslösa djur äter värdens kroppsdelar. Ormfiskartade fiskar blir själv byten åt större brosk- och benfiskar. Exemplar som vistas i grunda vatten fångas av vadarfåglar.
Inom ordningen förekommer arter som lägger ägg och arter som föder levande ungar. Hos äggläggande arter simmar rommen ofta flera dagar på havsytan. Larverna kan vandra långa sträckor för att nå gynnsamma regioner. Antagligen kan de fördröja metamorfosen tills de når fram. Även utan fördröjning sker metamorfosen långsam.
Speciellt är nålfiskarnas larver som har en lång antenn (vexillifer) med många förgreningar vid huvudet som troligen är ett känselorgan.
Till ordningen räknas även en larv från havet kring Sydafrika med oklart tillhörighet till en art. Den har en lång utskjutande del som påminner om medusornas tentakler. Larven har sin mage i tentakeln.

## Systematik
I ordningen finns fem familjer fördelade på två överfamiljer:
- Bythitoidei
  - Aphyonidae
  - Bythitidae
  - Parabrotulidae
- Ophidioidei
  - Carapidae
  - Ophidiidae